# Bokken
De bokken of geitachtigen (Caprinae) zijn een onderfamilie uit de familie der holhoornigen (Bovidae), waartoe onder andere de geiten, schapen, gemzen en de muskusos behoren. De Tibetaanse antilope (Pantholops hodgsonii) wordt soms tot deze onderfamilie gerekend, en vaak gezien als de holhoornige die het nauwst aan de bokken verwant is.
Bokken zijn over het algemeen middelgrote, gedrongen hoefdieren. Veel leden van deze onderfamilie leven in de bergen, en de ledematen en hoeven zijn aangepast aan een klimmende leefwijze. Behendig kunnen ze van rots naar rots springen. Zowel volwassen mannetjes als volwassen vrouwtjes dragen hoorns, maar bij het mannetje zijn deze over het algemeen groter. Geurklieren zijn goed ontwikkeld. Afmetingen variëren van de goral, die 106 tot 117 cm lang, 69 tot 78 cm hoog en 28 tot 42 kg zwaar wordt, tot de muskusos, die tot 245 cm lang, 150 cm hoog en 350 kg zwaar wordt. Mannetjes worden groter dan vrouwtjes.
De meeste geitachtigen leven in het Palearctisch gebied (Europa, het Midden-Oosten en Noord- en Centraal-Azië). Enkele soorten leven ook in het Nearctisch gebied (Noord-Amerika: muskusos, dikhoornschaap, Dalls schaap en sneeuwgeit) en in het Oriëntaals gebied (Zuid- en Zuidoost-Azië: de bosgeitantilopen). Ze leven over het algemeen op lastig begaanbaar terrein als berghellingen en heuvelachtige streken, zowel in tropisch regenwoud (bosgemzen) als loofbossen (onder andere moeflon) als in woestijnen (onder andere manenschaap, Arabische thargeit, woestijndikhoornschaap). Ook zijn ze te vinden in bergketens als de Alpen, de Kaukasus, de Himalaya en de Rocky Mountains. De muskusos leeft op de toendra's rond de Noordpool. Waarschijnlijk hebben de geitachtigen zich in deze terreintypes gespecialiseerd door concurrentie met herten, die in het Palearctisch gebied in het laagland de dominante grote planteneters zijn. Twee soorten, het schaap en de geit, zijn door de mens gedomesticeerd en worden wereldwijd aangetroffen. Twee andere soorten zijn ingevoerd in Nieuw-Zeeland: de gems en de Himalayathargeit.
Geitachtigen leven in grote kudden. Door de geringe concurrentie met andere hoefdieren en de snelle voortplanting kunnen de dieren in grote dichtheden bij elkaar leven. De competitie tussen mannetjes om het recht om te paren heeft hier geleid tot de ontwikkeling van immense hoorns. Bij soorten waarbij de dieren in minder grote dichtheden leven (bijvoorbeeld de bosgemzen in de tropische bossen van Zuidoost-Azië) zijn de hoorns van de mannetjes veel minder spectaculair.
Het zijn herbivoren, die leven van grassen, kruiden, zeggen, bladeren, scheuten, paddenstoelen en korstmossen.
Vanwege de grote hoorns zijn de mannetjes een geliefd trofee voor jagers, die een opgezet dier of een schedel aan de muur willen hangen.

## Taxonomie
- Tribus Pantholopini
  - Geslacht Pantholops
    - Tibetaanse antilope of chiroe (Pantholops hodgsonii)
- Tribus Ovibovini
  - Geslacht Ovibos
    - Muskusos (Ovibos moschatus)

  - Geslacht Naemorhedus (Gorals)
    - Rode goral (Naemorhedus baileyi)
    - Langstaartgoral (Naemorhedus caudatus)
    - Himalayagoral (Naemorhedus goral)
    - Chinese goral (Naemorhedus griseus)

  - Geslacht Capricornis (Bosgemzen)
    - Japanse bosgems (Capricornis crispus)
    - Rode bosgems (Capricornis rubidus)
    - Sumatraanse bosgems (Capricornis sumatraensis)
    - Taiwanese bosgems (Capricornis swinhoei)
- Tribus Caprini
  - Geslacht Ovis (Schapen)
    - Argali (Ovis ammon)
    - Schaap (Ovis aries)
    - Moeflon (Ovis gmelini)
    - Oerial of steppeschaap (Ovis vignei)
    - Dikhoornschaap (Ovis canadensis)
    - Dalls schaap of dunhoornschaap (Ovis dalli)
    - Sneeuwschaap (Ovis nivicola)

  - Geslacht Ammotragus
    - Manenschaap of tedal (Ammotragus lervia)

  - Geslacht Pseudois
    - Blauwschaap (Pseudois nayaur)

  - Geslacht Arabitragus
    - Arabische thargeit (Arabitragus jayakari)

  - Geslacht Nilgiritragus
    - Nilgirithargeit (Nilgiritragus hylocrius)

  - Geslacht Hemitragus
    - Himalayathargeit (Hemitragus jemlahicus)

  - Geslacht Capra (Geiten)
    - Bezoargeit (Capra aegagrus)
    - Geit (Capra hircus)
    - West-Kaukasische toer (Capra caucasica)
    - Oost-Kaukasische toer (Capra cylindricornis)
    - Alpensteenbok (Capra ibex)
    - Nubische steenbok (Capra nubiana)
    - Spaanse steenbok (Capra pyrenaica)
    - Siberische steenbok (Capra sibirica)
    - Waliasteenbok (Capra walie)
    - Schroefhoorngeit of markhoor (Capra falconeri)

  - Geslacht Oreamnos
    - Sneeuwgeit (Oreamnos americanus)

  - Geslacht Budorcas
    - Takin (Budorcas taxicolor)

  - Geslacht Rupicapra (Gemzen)
    - Gems (Rupicapra rupicapra)
    - Pyrenese gems (Rupicapra pyrenaica)

## Trivia
In de volksmond worden mannelijke exemplaren van de geiten en schapen "bok" genoemd.
Impala (Aepycerotinae) · Koeantilopen (Alcelaphinae) · Echte antilopen (Antilopinae) · Runderen (Bovinae) · Bokken (Caprinae) · Duikers (Cephalophinae) · Paardantilopen (Hippotraginae) · Rietbokken en waterbokken (Reduncinae) ·